# Frank Brettell
Frank Edward Brettell, né en 1862 à Smethwick et mort en 1936 à Dartford, est un footballeur anglais, évoluant au poste de défenseur central, avant de devenir entraîneur.

## Biographie
Joueur à Everton, Brettell devient ensuite entraîneur. Il est notamment l'un des premiers entraîneurs connus du Tottenham Hotspur Football Club.

## Palmarès
En 1905, il remporte la Western Football League avec le Plymouth Argyle FC.